# Studenec (gmina Postojna)
Studenec – wieś w Słowenii, w gminie Postojna. W 2018 roku liczyła 75 mieszkańców.